# West a Fool Away
West A Fool Away er det sjette studiealbum af den svenske musiker og komponist Eddie Meduza. Albummet blev udgivet i 1984 og albumets første udgivelse vakte negativ opmærksomhed på grund af sangen "Heil Hitler". Sangen var ment som en anti-krig sang og anti-nazist sang men blev misforstået på grund af dets meget kontroversielle titel.
På pladen er konventionelle rocksange på engelsk blandet med sjove sange på svensk. Sketcher af Börje Lundin og hans bror Sven Lundin forekommer også.
Albummet indeholder nye optagelser af sangene "Vart E' Vi På Väg" og "Punkare Och Raggare" fra kassetten Dubbelidioterna fra 1983.
Den svensk-danske sanger Birger Bækmark lavede en cover på "I Don't Love You Anymore" på hans album Country My Way.

## Spor på det første udgaven
Alle sange skrevet og komponeret af Eddie Meduza, undtagen hvor noteret.
| 1. | "Hey Girl"                               | 04:14 |
| 2. | "Hold Your Fire"                         | 04:03 |
| 3. | "I Don't Love You Anymore"               | 03:25 |
| 4. | "California"                             | 02:26 |
| 5. | "Dead Man's Curve"                       | 02:48 |
| 6. | "Sveriges Kompani"                       | 03:10 |
| 7. | "Studiostädare Börje Lundin"             | 02:17 |
| 8. | "West A Fool Away (Noshörnings-version)" | 00:17 |

| 1. | "Undanflykter"                       |              |             | 03:05 |
| 2. | "Punkar'n Å Raggar'n"                |              |             | 02:06 |
| 3. | "Sverige, Vart E' Vi På Väg?"        |              |             | 03:37 |
| 4. | "Heil Hitler"                        |              |             | 02:50 |
| 5. | "Dunder Å Snus"                      | Carl Lennart | Tim Spencer | 04:05 |
| 6. | "Skarapersiflage"                    |              |             | 03:23 |
| 7. | "West A Fool Away"                   |              |             | 00:44 |
| 8. | "Bröderna Lundin Rensar Studion"     |              |             | 02:04 |
| 9. | "West A Fool Away (Elefant-version)" |              |             | 00:18 |

## På det anden udgaven
Side A
1. "Hey Girl" - 04:14
2. "Hold Your Fire" - 04:03
3. "I Don't Love You Anymore" - 03:25
4. "California" - 02:26
5. "Dead Man's Curve" - 02:48
6. "Leader Of The Rockers" - 03:35
7. "Studiostädare Börje Lundin" -02:17
8. "West A Fool Away (Rhino Version)" - 00:17

Side B
1. "Undanflykter" - 03:05
2. "Punkar'n Å' Raggar'n" - 02:06
3. "Sverige, Vart E' Vi På Väg?" - 03:37
4. "Sveriges Kompani" - 03:10
5. "Dunder Å Snus" (Cigareetes, Whiskey, And Wild, Wild Women) - 04:05
6. "Skarapersiflage" - 03:23
7. "West A Fool Away" - 00:44
8. "Bröderna Lundin Rensar Studion" - 02:04
9. "West A Fool Away (Elephant Version)" - 00:18

## CD-udgivelse
På CD-udgivelsen af den anden udgave, der kom ud i 2002, indeholdt albummet bonussangerne "Jag Vill Ha En Brud Med Stora Pattar", "Hej På Dig Evert, Boogie-Woogie" (på dansk: Hej Med Dig Evert, Boogie-Woogie) og "Fisdisco" (på dansk: Prutdisco).

## Medvirkende
- Eddie Meduza - Sang, guitar, bas, trækharmonika, keyboard og percussion

Yderligere medvirkende
- Thomas Witt - Trommer og assisterende teknikere på "Sveriges Kompani"
- Thomas Ljungqvist - Sax og keyboard på "Hey Girl", "Hold Your Fire", "Punkar'n Å' Raggar'n" og "Skarapersiflage"
- John Norum - Sologuitar på "Hold Your Fire" og "California"
- Sten Tempelman - Sologuitar på "Hey Girl" og "I Don't Love You Anymore"
- Simon Runge - Percussion på "Hold Your Fire"

Heil Hitler-kor
- Eddie Hitler
- Lasse Hitler
- Max Hitler
- Wide Hitler
- Simon Hitler
- Thomas Hitler

Produktion
- Eddie Meduza, Thomas Witt og Thomas Ljungqvist - producer
- Calle Bengtsson - foto
- Ermalm's Egenart - forside